# Pica-pau-oliváceo
Pica-pau-oliváceo (nome científico: Colaptes rubiginosus) é uma espécie de ave pertencente à família dos picídeos. Pode ser encontrada do México ao sul e leste da Guiana, noroeste da Argentina, Trinidad e Tobago.